# Füzuli Allahverdiyev
Füzuli Allahverdiyev (30 novembre 1962) è un ex calciatore azero, fino al 1991 sovietico, di ruolo difensore.

## Carriera

### Club
Ha giocato nella terza serie dell'allora Unione Sovietica e nella massima serie dell'Azerbaigian con il Gəncə.

### Nazionale
Debutta nel 1993 con la Nazionale azera, giocando 5 partite.